# 沈瑞舟
沈瑞舟（1852年—？），字苞九，号琴船，福建诏安县人。清末民初军事将领，画家。
光绪三年（1877年）丁丑科二甲武进士，授官三等侍卫。民国北洋政府授衔少将。沈瑞舟虽为武将，却工画，尤善绘花鸟，且习篆刻。